# 小行星8827
小行星8827（英語：8827 Kollwitz）是一颗围绕太阳公转的小行星。1988年8月13日，佛蒙特·伯根在陶腾堡发现了此天体。
这颗小行星的绝对星等为190.90876等。